# 自乗

自然数に対する自乗。

自乗（じじょう）とは、ある数を自らと掛ける演算、あるいはその演算結果として得られる数を指す。二乗（にじょう）、平方（へいほう、英: square）とも呼ばれる。自乗は指数 2 の冪算に等しいため、自乗は冪算の特殊な場合と見なされる。
自乗が平方と呼ばれるのはその幾何学的な意味に由来する。数を辺の長さによって表現すれば、その数の自乗は自乗される数に等しい辺の長さを持つ正方形の面積を与える。

## 記法
専用の記法はなく、乗算の記法や冪算の記法が用いられる。例えば、数 x の自乗は xx または x2 と表される。

## 性質

### 整冪一般の性質
- 自乗は自然数、整数、実数、複素数に対し閉じている。つまり、自然数の自乗は自然数、……（以下同様）である。
- 積・商の自乗は自乗の積・商である。
{\displaystyle (xy)^{2}=x^{2}y^{2}\,}
{\displaystyle \left({\frac {x}{y}}\right)^{2}={\frac {x^{2}}{y^{2}}}}
- 指数関数の自乗は元の数の2倍の指数関数である。正の実数の自乗の対数は対数の2倍である。
{\displaystyle (a^{x})^{2}=a^{2x}\,}
{\displaystyle \log x^{2}=2\log x\,}
- 和の自乗は、二項係数を係数に持つ多項式で表される。
{\displaystyle (x+y)^{2}=\sum _{k=0}^{2}{2 \choose k}x^{k}y^{2-k}=x^{2}+2xy+y^{2}\,}
- 複素数の自乗は、絶対値も自乗になり、偏角は2倍になる。
{\displaystyle |z^{2}|=|z|^{2},\quad \arg z^{2}=2\arg z}
導出: {\displaystyle \left\{a(\cos \theta +i\sin \theta )\right\}^{2}=\left(ae^{i\theta }\right)^{2}=a^{2}e^{i\cdot 2\theta }=a^{2}(\cos 2\theta +i\sin 2\theta )\,}
- 0のみが自乗して0となる。
{\displaystyle x^{2}=0\Leftrightarrow x=0}

### 自乗に特有の性質
- 反数の自乗は元の数の自乗に等しい。つまり、関数としての自乗（二次関数）は偶関数である。
{\displaystyle (-x)^{2}=x^{2}\,}
- 実数の自乗は非負の実数である。また、0 のみが自乗が 0 となるので、0以外の実数の自乗は正の実数である。
{\displaystyle x^{2}\geq 0}（等号は {\displaystyle x=0\,} の場合のみ）
- 平方根の定義より、平方根の自乗は元の数である。ただし、自乗の平方根は（非 0 の平方根は 2 つあるため）元の数とは限らない。
{\displaystyle \left({\sqrt {x}}\right)^{2}=x}
- 単位関数を積分すると自乗の半分となる。
{\displaystyle \int xdx={\frac {x^{2}}{2}}}

### 自然数の自乗の性質
自然数の自乗は平方数と呼ばれる。

## 応用
- 正方形の面積は、辺の長さの自乗である。一般に、面積はある長さの自乗に比例する形で表すことができる。
{\displaystyle S_{\square }=a^{2},\,\quad S_{\bigcirc }=\pi r^{2},\quad S_{\triangle }={\frac {\sqrt {3}}{4}}a^{2},\quad \mathrm {etc.} \,}
- 比例関数を積分すると自乗の比例となることから、積分を暗黙に含む物理現象の公式には自乗が現れる。
  - フックの法則が成り立つ場合、エネルギーは変位の自乗に比例する。
  - 初速0の等加速度運動では、移動距離は経過時間の自乗に比例する。
- 関数としての自乗は、偶関数、x ≥ 0 で単調増加かつ x ≤ 0 では単調減少、最小値が f (0) = 0、x = 0 を含むあらゆる点で無限回微分可能、という性質を持ち、これらは偏差や誤差を扱うのに便利な性質である。分散、最小二乗法などは自乗を使っているが、仮に自乗以外の関数を使った場合、算出や応用がはるかに困難になる。

## 行列の自乗
行列に対しても、自乗は自らとの積として定義される。ただし、行列の乗算では左オペランドの列数と右オペランドの行数が一致しなければならないので、行列の自乗は正方行列に対してのみ定義できる。
自乗して 0 になるのは 0 のみであるのに対し、自乗して零行列 O になるのは零行列とは限らず、任意の x, y に対し
{\displaystyle {\begin{pmatrix}xy&y^{2}\\-x^{2}&-xy\end{pmatrix}}^{2}=O}
が成り立つ。なお、零行列に何をかけても零行列なので、この形の行列は自乗に限らず 2 以上の何乗しても零行列である。

## コンピュータでの自乗
ほとんどのプロセッサは自乗専用の命令を持たず、自乗は乗算命令で実現される。
数学的には、自乗を指数を 2 とする冪関数を用いて計算しても、単純に定義通り乗算を行っても得られる結果は同じである。しかしながら、前者は指数関数と対数関数を計算する必要があるのに対して（これらの計算はテイラー展開を基礎に行われる）、後者は 1 回の乗算をするだけで済む。計算速度を重視する上で、自乗の計算を行う機会は非常に多いため、冪の計算について自乗で置き換えられる部分については可能な限り単純な乗算をするように実装することが好ましい。このような事情から、計算速度の最適化を目的とする冪関数自身の実装や冪関数を含むプログラムのコンパイラの実装では、「数 x の指数 2 の冪乗」は「数 x と x 自身の乗算」に置き換えられるようになっていることが多い。